# Breitenbach
För andra betydelser, se Breitenbach (olika betydelser).
Breitenbach är kommun och huvudort i distriktet Thierstein i kantonen Solothurn i Schweiz. Orten ligger i floden Lüssels dalgång, 3 km från Laufen.

## Kommunikationer
I Breitenbach korsas vägarna Balsthal-Basel och Laufen-Liestal.
Kollektivtrafiken utförs av postbussar. Närmaste järnvägsstationer är Laufen och Zwingen.

## Historia
På romartiden fanns här en bondgård. Orten omnämns i skriftliga källor först 1152, då tillhörande klostret Beinwil. Ungefär från år 1200 skattade byn till grevarna av Thierstein. När denna släkt dog ut 1522 övertog Solothurn rättigheterna. Under trettioåriga kriget plundrade svenskarna orten flera gånger. År 1883 inrättades ur- och 1903 kabeltillverkning.